# Dżibala asz-Szarkijja
Dżibala asz-Szarkijja – wieś w Syrii, w muhafazie Idlib. W 2004 roku liczyła 332 mieszkańców.